# 茨达镇
茨达镇，原为茨达乡，是中华人民共和国四川省凉山彝族自治州德昌县下辖的一个乡镇级行政单位。2019年12月，撤销大陆槽乡，将其所属行政区域划归茨达镇管辖。

## 行政区划
茨达镇下辖以下地区：
新胜村、新华村、新山村、跃进村、黄坪村、朝阳村、磨房村、碘水村、和平村和万年沟村。
2020年黃坪村併入新華村。